# Heinz Hermann
Heinz Hermann (Zurigo, 28 marzo 1958) è un ex calciatore e allenatore di calcio svizzero, di ruolo centrocampista.

## Carriera

### Club
Il 1º luglio 1977 Heinz Hermann passò al Grasshopper Club Zürich, dove diventò campione di Svizzera per quattro volte e vinse la coppa Svizzera. Alla fine della stagione 1984-1985 passò al Neuchâtel Xamax, quindi al Servette, al Aarau e al Basilea. Tra il 1984 e il 1988 fu nominato giocatore dell'anno cinque volte di fila.
Nella classifica del Pallone d'oro nel 1987 giunse al 21º posto.

### Nazionale
Conta 118 presenze in nazionale e 15 gol fra il 1978 e il 1991. L'esordio internazionale di Hermann avvenne nel settembre 1978 nella vittoria 2-0 contro gli Stati Uniti d'America. Nel novembre 1991 pose fine alla sua carriera internazionale dopo la sconfitta 0-1 contro la Romania.

## Statistiche

### Cronologia presenze e reti in nazionale
| Cronologia completa delle presenze e delle reti in nazionale ― Svizzera | Cronologia completa delle presenze e delle reti in nazionale ― Svizzera | Cronologia completa delle presenze e delle reti in nazionale ― Svizzera | Cronologia completa delle presenze e delle reti in nazionale ― Svizzera | Cronologia completa delle presenze e delle reti in nazionale ― Svizzera | Cronologia completa delle presenze e delle reti in nazionale ― Svizzera | Cronologia completa delle presenze e delle reti in nazionale ― Svizzera | Cronologia completa delle presenze e delle reti in nazionale ― Svizzera |
| Data                                                                    | Città                                                                   | In casa                                                                 | Risultato                                                               | Ospiti                                                                  | Competizione                                                            | Reti                                                                    | Note                                                                    |
| ----------------------------------------------------------------------- | ----------------------------------------------------------------------- | ----------------------------------------------------------------------- | ----------------------------------------------------------------------- | ----------------------------------------------------------------------- | ----------------------------------------------------------------------- | ----------------------------------------------------------------------- | ----------------------------------------------------------------------- |
| 6-9-1978                                                                | Lucerna                                                                 | Svizzera                                                                | 2 – 0                                                                   | Stati Uniti                                                             | Amichevole                                                              | -                                                                       | 46’                                                                     |
| 28-3-1979                                                               | Eindhoven                                                               | Paesi Bassi                                                             | 3 – 0                                                                   | Svizzera                                                                | Qual. Euro 1980                                                         | -                                                                       |                                                                         |
| 5-5-1979                                                                | San Gallo                                                               | Svizzera                                                                | 0 – 2                                                                   | Germania Est                                                            | Qual. Euro 1980                                                         | -                                                                       |                                                                         |
| 22-5-1979                                                               | Berna                                                                   | Svizzera                                                                | 2 – 0                                                                   | Islanda                                                                 | Qual. Euro 1980                                                         | -                                                                       |                                                                         |
| 9-6-1979                                                                | Reykjavik                                                               | Islanda                                                                 | 1 – 2                                                                   | Svizzera                                                                | Qual. Euro 1980                                                         | -                                                                       |                                                                         |
| 13-10-1979                                                              | Berlino                                                                 | Germania Est                                                            | 5 – 2                                                                   | Svizzera                                                                | Qual. Euro 1980                                                         | -                                                                       |                                                                         |
| 17-11-1979                                                              | Udine                                                                   | Italia                                                                  | 2 – 0                                                                   | Svizzera                                                                | Amichevole                                                              | -                                                                       |                                                                         |
| 26-3-1980                                                               | Basilea                                                                 | Svizzera                                                                | 2 – 0                                                                   | Cecoslovacchia                                                          | Amichevole                                                              | -                                                                       |                                                                         |
| 1-4-1980                                                                | Zurigo                                                                  | Svizzera                                                                | 2 – 0                                                                   | Grecia                                                                  | Amichevole                                                              | -                                                                       |                                                                         |
| 30-4-1980                                                               | Dublino                                                                 | Irlanda                                                                 | 2 – 0                                                                   | Svizzera                                                                | Amichevole                                                              | -                                                                       |                                                                         |
| 27-8-1980                                                               | Losanna                                                                 | Svizzera                                                                | 1 – 1                                                                   | Danimarca                                                               | Amichevole                                                              | -                                                                       |                                                                         |
| 10-9-1980                                                               | Basilea                                                                 | Svizzera                                                                | 2 – 3                                                                   | Germania Ovest                                                          | Amichevole                                                              | -                                                                       |                                                                         |
| 29-10-1980                                                              | Berna                                                                   | Svizzera                                                                | 1 – 2                                                                   | Norvegia                                                                | Qual. Mondiali 1982                                                     | -                                                                       |                                                                         |
| 19-11-1980                                                              | Londra                                                                  | Inghilterra                                                             | 2 – 1                                                                   | Svizzera                                                                | Qual. Mondiali 1982                                                     | -                                                                       |                                                                         |
| 16-12-1980                                                              | Córdoba                                                                 | Argentina                                                               | 5 – 0                                                                   | Svizzera                                                                | Amichevole                                                              | -                                                                       | 16’                                                                     |
| 18-12-1980                                                              | Montevideo                                                              | Uruguay                                                                 | 4 – 0                                                                   | Svizzera                                                                | Amichevole                                                              | -                                                                       |                                                                         |
| 21-12-1980                                                              | Cuiabá                                                                  | Brasile                                                                 | 2 – 0                                                                   | Svizzera                                                                | Amichevole                                                              | -                                                                       |                                                                         |
| 24-3-1981                                                               | Bratislava                                                              | Cecoslovacchia                                                          | 0 – 1                                                                   | Svizzera                                                                | Amichevole                                                              | -                                                                       |                                                                         |
| 28-4-1981                                                               | Losanna                                                                 | Svizzera                                                                | 2 – 2                                                                   | Ungheria                                                                | Qual. Mondiali 1982                                                     | -                                                                       | 84’                                                                     |
| 1-9-1981                                                                | Zurigo                                                                  | Svizzera                                                                | 2 – 1                                                                   | Paesi Bassi                                                             | Amichevole                                                              | -                                                                       | 59’                                                                     |
| 10-10-1981                                                              | Bucarest                                                                | Romania                                                                 | 1 – 2                                                                   | Svizzera                                                                | Qual. Mondiali 1982                                                     | -                                                                       |                                                                         |
| 14-10-1981                                                              | Budapest                                                                | Ungheria                                                                | 3 – 0                                                                   | Svizzera                                                                | Qual. Mondiali 1982                                                     | -                                                                       |                                                                         |
| 9-3-1982                                                                | Vaduz                                                                   | Liechtenstein                                                           | 0 – 1                                                                   | Svizzera                                                                | Amichevole                                                              | -                                                                       |                                                                         |
| 24-3-1982                                                               | Lugano                                                                  | Svizzera                                                                | 2 – 1                                                                   | Portogallo                                                              | Amichevole                                                              | -                                                                       |                                                                         |
| 28-4-1982                                                               | Valencia                                                                | Spagna                                                                  | 2 – 0                                                                   | Svizzera                                                                | Amichevole                                                              | -                                                                       |                                                                         |
| 19-5-1982                                                               | Recife                                                                  | Brasile                                                                 | 1 – 1                                                                   | Svizzera                                                                | Amichevole                                                              | -                                                                       |                                                                         |
| 28-5-1982                                                               | Ginevra                                                                 | Svizzera                                                                | 1 – 1                                                                   | Italia                                                                  | Amichevole                                                              | -                                                                       |                                                                         |
| 7-9-1982                                                                | San Gallo                                                               | Svizzera                                                                | 3 – 2                                                                   | Bulgaria                                                                | Amichevole                                                              | -                                                                       |                                                                         |
| 6-10-1982                                                               | Bruxelles                                                               | Belgio                                                                  | 3 – 0                                                                   | Svizzera                                                                | Qual. Euro 1984                                                         | -                                                                       |                                                                         |
| 27-10-1982                                                              | Roma                                                                    | Italia                                                                  | 0 – 1                                                                   | Svizzera                                                                | Amichevole                                                              | -                                                                       |                                                                         |
| 17-11-1982                                                              | Berna                                                                   | Svizzera                                                                | 2 – 0                                                                   | Scozia                                                                  | Qual. Euro 1984                                                         | -                                                                       |                                                                         |
| 1-12-1982                                                               | Atene                                                                   | Grecia                                                                  | 1 – 3                                                                   | Svizzera                                                                | Amichevole                                                              | -                                                                       |                                                                         |
| 9-3-1983                                                                | Varna                                                                   | Bulgaria                                                                | 1 – 0                                                                   | Svizzera                                                                | Amichevole                                                              | -                                                                       | 80’                                                                     |
| 30-3-1983                                                               | Glasgow                                                                 | Scozia                                                                  | 2 – 2                                                                   | Svizzera                                                                | Qual. Euro 1984                                                         | 1                                                                       |                                                                         |
| 13-4-1983                                                               | Losanna                                                                 | Svizzera                                                                | 0 – 1                                                                   | Unione Sovietica                                                        | Amichevole                                                              | -                                                                       |                                                                         |
| 14-5-1983                                                               | Berna                                                                   | Svizzera                                                                | 0 – 0                                                                   | Germania Est                                                            | Qual. Euro 1984                                                         | -                                                                       |                                                                         |
| 17-6-1983                                                               | Basilea                                                                 | Svizzera                                                                | 1 – 2                                                                   | Brasile                                                                 | Amichevole                                                              | -                                                                       |                                                                         |
| 7-9-1983                                                                | Neuchatel                                                               | Svizzera                                                                | 0 – 0                                                                   | Cecoslovacchia                                                          | Amichevole                                                              | -                                                                       |                                                                         |
| 12-10-1983                                                              | Berlino                                                                 | Germania Est                                                            | 3 – 0                                                                   | Svizzera                                                                | Qual. Euro 1984                                                         | -                                                                       |                                                                         |
| 26-10-1983                                                              | Basilea                                                                 | Svizzera                                                                | 2 – 0                                                                   | Jugoslavia                                                              | Amichevole                                                              | -                                                                       |                                                                         |
| 9-11-1983                                                               | Berna                                                                   | Svizzera                                                                | 3 – 1                                                                   | Belgio                                                                  | Qual. Euro 1984                                                         | -                                                                       |                                                                         |
| 30-11-1983                                                              | Algeri                                                                  | Algeria                                                                 | 1 – 2                                                                   | Svizzera                                                                | Amichevole                                                              | 1                                                                       |                                                                         |
| 2-12-1983                                                               | Abidjan                                                                 | Costa d'Avorio                                                          | 1 – 0                                                                   | Svizzera                                                                | Amichevole                                                              | -                                                                       |                                                                         |
| 4-12-1983                                                               | Harare                                                                  | Zimbabwe                                                                | 3 – 2                                                                   | Svizzera                                                                | Amichevole                                                              | -                                                                       |                                                                         |
| 6-12-1983                                                               | Nairobi                                                                 | Kenya                                                                   | 0 – 0                                                                   | Svizzera                                                                | Amichevole                                                              | -                                                                       |                                                                         |
| 27-3-1984                                                               | Zurigo                                                                  | Svizzera                                                                | 1 – 1                                                                   | Polonia                                                                 | Amichevole                                                              | 1                                                                       | cap.                                                                    |
| 2-5-1984                                                                | Berna                                                                   | Svizzera                                                                | 0 – 0                                                                   | Svezia                                                                  | Amichevole                                                              | -                                                                       | cap.                                                                    |
| 26-5-1984                                                               | Ginevra                                                                 | Svizzera                                                                | 0 – 4                                                                   | Spagna                                                                  | Amichevole                                                              | -                                                                       | 46’                                                                     |
| 22-8-1984                                                               | Budapest                                                                | Ungheria                                                                | 3 – 0                                                                   | Svizzera                                                                | Amichevole                                                              | -                                                                       |                                                                         |
| 1-9-1984                                                                | Berna                                                                   | Svizzera                                                                | 0 – 2                                                                   | Argentina                                                               | Amichevole                                                              | -                                                                       |                                                                         |
| 12-9-1984                                                               | Oslo                                                                    | Norvegia                                                                | 0 – 1                                                                   | Svizzera                                                                | Qual. Mondiali 1986                                                     | -                                                                       |                                                                         |
| 17-10-1984                                                              | Berna                                                                   | Svizzera                                                                | 1 – 0                                                                   | Danimarca                                                               | Qual. Mondiali 1986                                                     | -                                                                       |                                                                         |
| 3-11-1984                                                               | Losanna                                                                 | Svizzera                                                                | 1 – 1                                                                   | Italia                                                                  | Amichevole                                                              | -                                                                       |                                                                         |
| 1-2-1985                                                                | Bogotá                                                                  | Colombia                                                                | 2 – 2                                                                   | Svizzera                                                                | Amichevole                                                              | 1                                                                       | cap.                                                                    |
| 5-2-1985                                                                | Santiago de Querétaro                                                   | Bulgaria                                                                | 1 – 0                                                                   | Svizzera                                                                | Amichevole                                                              | -                                                                       | cap.                                                                    |
| 6-2-1985                                                                | Santiago de Querétaro                                                   | Messico                                                                 | 1 – 2                                                                   | Svizzera                                                                | Amichevole                                                              | 1                                                                       |                                                                         |
| 8-2-1985                                                                | Tampa                                                                   | Stati Uniti                                                             | 1 – 1                                                                   | Svizzera                                                                | Amichevole                                                              | -                                                                       |                                                                         |
| 27-3-1985                                                               | Sion                                                                    | Svizzera                                                                | 2 – 0                                                                   | Cecoslovacchia                                                          | Amichevole                                                              | -                                                                       |                                                                         |
| 17-4-1985                                                               | Berna                                                                   | Svizzera                                                                | 2 – 2                                                                   | Unione Sovietica                                                        | Qual. Mondiali 1986                                                     | -                                                                       |                                                                         |
| 2-5-1985                                                                | Mosca                                                                   | Unione Sovietica                                                        | 4 – 0                                                                   | Svizzera                                                                | Qual. Mondiali 1986                                                     | -                                                                       |                                                                         |
| 2-6-1985                                                                | Dublino                                                                 | Irlanda                                                                 | 3 – 0                                                                   | Svizzera                                                                | Qual. Mondiali 1986                                                     | -                                                                       | 59’                                                                     |
| 28-8-1985                                                               | San Gallo                                                               | Svizzera                                                                | 0 – 0                                                                   | Turchia                                                                 | Amichevole                                                              | -                                                                       |                                                                         |
| 11-9-1985                                                               | Berna                                                                   | Svizzera                                                                | 0 – 0                                                                   | Irlanda                                                                 | Qual. Mondiali 1986                                                     | -                                                                       | cap.                                                                    |
| 9-10-1985                                                               | Copenaghen                                                              | Danimarca                                                               | 0 – 0                                                                   | Svizzera                                                                | Qual. Mondiali 1986                                                     | -                                                                       |                                                                         |
| 13-11-1985                                                              | Lucerna                                                                 | Svizzera                                                                | 1 – 1                                                                   | Norvegia                                                                | Qual. Mondiali 1986                                                     | -                                                                       | cap.                                                                    |
| 12-3-1986                                                               | Adana                                                                   | Turchia                                                                 | 1 – 0                                                                   | Svizzera                                                                | Amichevole                                                              | -                                                                       |                                                                         |
| 9-4-1986                                                                | Basilea                                                                 | Svizzera                                                                | 0 – 1                                                                   | Germania Ovest                                                          | Amichevole                                                              | -                                                                       |                                                                         |
| 6-5-1986                                                                | Ginevra                                                                 | Svizzera                                                                | 2 – 0                                                                   | Algeria                                                                 | Amichevole                                                              | 2                                                                       |                                                                         |
| 19-8-1986                                                               | Losanna                                                                 | Svizzera                                                                | 2 – 0                                                                   | Francia                                                                 | Amichevole                                                              | 1                                                                       |                                                                         |
| 27-8-1986                                                               | Innsbruck                                                               | Austria                                                                 | 1 – 1                                                                   | Svizzera                                                                | Amichevole                                                              | -                                                                       |                                                                         |
| 24-9-1986                                                               | Solna                                                                   | Svezia                                                                  | 2 – 0                                                                   | Svizzera                                                                | Qual. Euro 1988                                                         | -                                                                       |                                                                         |
| 29-10-1986                                                              | Berna                                                                   | Svizzera                                                                | 1 – 1                                                                   | Portogallo                                                              | Qual. Euro 1988                                                         | -                                                                       |                                                                         |
| 15-11-1986                                                              | Milano                                                                  | Italia                                                                  | 3 – 2                                                                   | Svizzera                                                                | Qual. Euro 1988                                                         | -                                                                       | cap.                                                                    |
| 25-3-1987                                                               | Bellinzona                                                              | Svizzera                                                                | 1 – 3                                                                   | Cecoslovacchia                                                          | Amichevole                                                              | 1                                                                       | cap.                                                                    |
| 15-4-1987                                                               | Neuchatel                                                               | Svizzera                                                                | 4 – 1                                                                   | Malta                                                                   | Qual. Euro 1988                                                         | -                                                                       | cap.                                                                    |
| 19-5-1987                                                               | Aarau                                                                   | Svizzera                                                                | 1 – 0                                                                   | Israele                                                                 | Amichevole                                                              | -                                                                       |                                                                         |
| 17-6-1987                                                               | Losanna                                                                 | Svizzera                                                                | 1 – 1                                                                   | Svezia                                                                  | Qual. Euro 1988                                                         | -                                                                       | cap.                                                                    |
| 18-8-1987                                                               | San Gallo                                                               | Svizzera                                                                | 2 – 2                                                                   | Austria                                                                 | Amichevole                                                              | -                                                                       |                                                                         |
| 17-10-1987                                                              | Berna                                                                   | Svizzera                                                                | 0 – 0                                                                   | Italia                                                                  | Qual. Euro 1988                                                         | -                                                                       | cap.                                                                    |
| 11-11-1987                                                              | Porto                                                                   | Portogallo                                                              | 0 – 0                                                                   | Svizzera                                                                | Qual. Euro 1988                                                         | -                                                                       | cap.                                                                    |
| 15-11-1987                                                              | Attard                                                                  | Malta                                                                   | 1 – 1                                                                   | Svizzera                                                                | Qual. Euro 1988                                                         | -                                                                       | cap.                                                                    |
| 16-12-1987                                                              | Tel Aviv                                                                | Israele                                                                 | 0 – 2                                                                   | Svizzera                                                                | Amichevole                                                              | -                                                                       |                                                                         |
| 2-2-1988                                                                | Tolosa                                                                  | Francia                                                                 | 2 – 1                                                                   | Svizzera                                                                | Amichevole                                                              | -                                                                       |                                                                         |
| 5-2-1988                                                                | Monaco                                                                  | Austria                                                                 | 1 – 2                                                                   | Svizzera                                                                | Amichevole                                                              | -                                                                       |                                                                         |
| 27-4-1988                                                               | Kaiserslautern                                                          | Germania Ovest                                                          | 1 – 0                                                                   | Svizzera                                                                | Amichevole                                                              | -                                                                       | cap.                                                                    |
| 28-5-1988                                                               | Losanna                                                                 | Svizzera                                                                | 0 – 1                                                                   | Inghilterra                                                             | Amichevole                                                              | -                                                                       |                                                                         |
| 5-6-1988                                                                | Basilea                                                                 | Svizzera                                                                | 1 – 1                                                                   | Spagna                                                                  | Amichevole                                                              | -                                                                       | cap.                                                                    |
| 24-8-1988                                                               | Lucerna                                                                 | Svizzera                                                                | 0 – 2                                                                   | Jugoslavia                                                              | Amichevole                                                              | -                                                                       | cap.                                                                    |
| 21-9-1988                                                               | Lussemburgo                                                             | Lussemburgo                                                             | 1 – 4                                                                   | Svizzera                                                                | Qual. Mondiali 1990                                                     | -                                                                       | cap.                                                                    |
| 19-10-1988                                                              | Bruxelles                                                               | Belgio                                                                  | 1 – 0                                                                   | Svizzera                                                                | Qual. Mondiali 1990                                                     | -                                                                       | cap.                                                                    |
| 14-12-1988                                                              | Il Cairo                                                                | Egitto                                                                  | 1 – 3                                                                   | Svizzera                                                                | Amichevole                                                              | 1                                                                       | cap.                                                                    |
| 4-4-1989                                                                | Budapest                                                                | Ungheria                                                                | 3 – 0                                                                   | Svizzera                                                                | Amichevole                                                              | -                                                                       |                                                                         |
| 26-4-1989                                                               | Lisbona                                                                 | Portogallo                                                              | 3 – 1                                                                   | Svizzera                                                                | Qual. Mondiali 1990                                                     | -                                                                       | cap.                                                                    |
| 7-6-1989                                                                | Berna                                                                   | Svizzera                                                                | 0 – 1                                                                   | Cecoslovacchia                                                          | Qual. Mondiali 1990                                                     | -                                                                       | cap. 61’                                                                |
| 20-9-1989                                                               | Neuchâtel                                                               | Svizzera                                                                | 1 – 2                                                                   | Portogallo                                                              | Qual. Mondiali 1990                                                     | -                                                                       | cap.                                                                    |
| 11-10-1989                                                              | Basilea                                                                 | Svizzera                                                                | 2 – 2                                                                   | Belgio                                                                  | Qual. Mondiali 1990                                                     | -                                                                       | cap.                                                                    |
| 25-10-1989                                                              | Praga                                                                   | Cecoslovacchia                                                          | 3 – 0                                                                   | Svizzera                                                                | Qual. Mondiali 1990                                                     | -                                                                       |                                                                         |
| 15-11-1989                                                              | San Gallo                                                               | Svizzera                                                                | 2 – 1                                                                   | Lussemburgo                                                             | Qual. Mondiali 1990                                                     | -                                                                       | cap.                                                                    |
| 13-12-1989                                                              | Tenerife                                                                | Spagna                                                                  | 2 – 1                                                                   | Svizzera                                                                | Amichevole                                                              | -                                                                       | cap. 42’                                                                |
| 31-3-1990                                                               | Basilea                                                                 | Svizzera                                                                | 0 – 1                                                                   | Italia                                                                  | Amichevole                                                              | -                                                                       | cap.                                                                    |
| 3-4-1990                                                                | Lucerna                                                                 | Svizzera                                                                | 2 – 1                                                                   | Romania                                                                 | Amichevole                                                              | 1                                                                       | cap.                                                                    |
| 8-5-1990                                                                | Berna                                                                   | Svizzera                                                                | 1 – 1                                                                   | Argentina                                                               | Amichevole                                                              | -                                                                       | cap.                                                                    |
| 2-6-1990                                                                | San Gallo                                                               | Svizzera                                                                | 2 – 1                                                                   | Stati Uniti                                                             | Amichevole                                                              | -                                                                       | cap.                                                                    |
| 21-8-1990                                                               | Vienna                                                                  | Austria                                                                 | 1 – 2                                                                   | Svizzera                                                                | Amichevole                                                              | -                                                                       |                                                                         |
| 12-9-1990                                                               | Ginevra                                                                 | Svizzera                                                                | 2 – 0                                                                   | Bulgaria                                                                | Qual. Euro 1992                                                         | -                                                                       | cap.                                                                    |
| 17-10-1990                                                              | Glasgow                                                                 | Scozia                                                                  | 2 – 1                                                                   | Svizzera                                                                | Qual. Euro 1992                                                         | -                                                                       | cap.                                                                    |
| 14-11-1990                                                              | Serravalle                                                              | San Marino                                                              | 0 – 4                                                                   | Svizzera                                                                | Qual. Euro 1992                                                         | -                                                                       |                                                                         |
| 19-12-1990                                                              | Stoccarda                                                               | Germania                                                                | 4 – 0                                                                   | Svizzera                                                                | Amichevole                                                              | -                                                                       | cap.                                                                    |
| 1-2-1991                                                                | Fort Lauderdale                                                         | Stati Uniti                                                             | 0 – 1                                                                   | Svizzera                                                                | Amichevole                                                              | -                                                                       | cap. 46’                                                                |
| 3-2-1991                                                                | Fort Lauderdale                                                         | Colombia                                                                | 2 – 3                                                                   | Svizzera                                                                | Amichevole                                                              | -                                                                       | cap.                                                                    |
| 12-3-1991                                                               | Balzers                                                                 | Liechtenstein                                                           | 0 – 6                                                                   | Svizzera                                                                | Amichevole                                                              | 1                                                                       | 46’                                                                     |
| 3-4-1991                                                                | Neuchâtel                                                               | Svizzera                                                                | 0 – 0                                                                   | Romania                                                                 | Qual. Euro 1992                                                         | -                                                                       | cap.                                                                    |
| 1-5-1991                                                                | Sofia                                                                   | Bulgaria                                                                | 2 – 3                                                                   | Svizzera                                                                | Qual. Euro 1992                                                         | -                                                                       | cap.                                                                    |
| 5-6-1991                                                                | San Gallo                                                               | Svizzera                                                                | 7 – 0                                                                   | San Marino                                                              | Qual. Euro 1992                                                         | 1                                                                       | cap. 18’                                                                |
| 21-8-1991                                                               | Praga                                                                   | Cecoslovacchia                                                          | 1 – 1                                                                   | Svizzera                                                                | Amichevole                                                              | -                                                                       | cap.                                                                    |
| 11-9-1991                                                               | Berna                                                                   | Svizzera                                                                | 2 – 2                                                                   | Scozia                                                                  | Qual. Euro 1992                                                         | 1                                                                       | cap. 15’                                                                |
| 9-10-1991                                                               | Lucerna                                                                 | Svizzera                                                                | 3 – 1                                                                   | Svezia                                                                  | Amichevole                                                              | -                                                                       | cap. 89’                                                                |
| 13-11-1991                                                              | Bucarest                                                                | Romania                                                                 | 1 – 0                                                                   | Svizzera                                                                | Qual. Euro 1992                                                         | -                                                                       | cap. 77’                                                                |
| Totale                                                                  |                                                                         | Presenze (4º posto)                                                     | 118                                                                     |                                                                         | Reti                                                                    | 15                                                                      |                                                                         |

## Palmarès

### Giocatore

#### Club
- Campionato svizzero: 6

Grasshoppers: 1977-1978, 1981-1982, 1982-1983, 1983-1984;
Neuchâtel Xamax FC: 1986-1987, 1987-1988
- Coppa Svizzera: 1

Grasshoppers: 1982-1983
- Supercoppa di Svizzera: 3

Neuchâtel Xamax FC: 1987, 1988 e 1990

#### Individuale
- Calciatore svizzero dell'anno: 5

1984, 1985, 1986, 1987, 1988

### Allenatore
- Coppa del Liechtenstein: 1

Vaduz: 2007-2008
- Challenge League: 1

Vaduz: 2007-2008